# قائمة حالات وحشية الشرطة في المملكة المتحدة
هذه قائمة بحالات وحشية الشرطة في المملكة المتحدة.
- 1984-1985: أدى إضراب عمال المناجم في المملكة المتحدة إلى مواجهات بين عمال المناجم المضربين والشرطة في شمال إنجلترا وجنوب ويلز. اشتباك تم الإبلاغ عنه على نطاق واسع في مصنع فحم الكوك أورغريف بالقرب من روثرهام في 18 يونيو 1984، مع حوالي 5000 على كل جانب، أطلق عليه اسم ``معركة أورغريف''. اندلع العنف بعد أن اتهمت الشرطة على ظهور الخيل عمال المناجم بسحب الهراوة وإلحاق إصابات خطيرة بالعديد من الأفراد. في عام 1991، أُجبرت شرطة جنوب يوركشاير على دفع 425.000 جنيه إسترليني إلى تسعة وثلاثين عامل منجم تم اعتقالهم في أحداث الحادث.[1] ووقعت هجمات شرطة أخرى أقل شهرة ولكنها دموية، على سبيل المثال، في مالتبي، جنوب يوركشاير.[2]

- 2010: اشتملت عمليات ضبط الاحتجاجات الطلابية على تقنية الغلايات المثيرة للجدل. في مسيرة وايتهول في 24 نوفمبر / تشرين الثاني، وصف آخرون حاضرون استخدام الشرطة للخيول للسيطرة على الحشود بأنه "تهمة".[3][4] ووصف صحفي في ساحة البرلمان يوم 9 ديسمبر / كانون الأول تكتيكات الشرطة بأنها "شديدة القسوة".[5]

## إنجلترا
- 1936: كانت معركة شارع الكيبل اشتباكًا كبيرًا بين الشرطة، الذين كانوا يحاولون حماية حشد من قبل اتحاد الفاشيين البريطانيين بقيادة أوزوالد موزلي ، وحوالي 20 ألف متظاهر مناهض للفاشية. ووجهت شرطة الخيالة اتهامات إلى الحشد،[6] وأفاد العديد من المتظاهرين المعتقلين بالمعاملة القاسية على أيدي الشرطة. وكانت الشرطة من بين 175 شخصا أصيبوا في المواجهة.
- 1974: وفاة كيفن غيتلي حدثت أثناء اضطرابات ميدان ريد ليون. كان غيتلي وطلاب آخرون يسيرون مع المجموعة الماركسية الدولية عندما حاول الأخير كسر طوق أمني يفصل المظاهرة عن مسيرة الجبهة الوطنية.
- 1974: فضت الشرطة مهرجان وندسور الحر. نجح نيكولاس ألبيري وآخرون في رفع دعوى قضائية ضد رئيس الشرطة بسبب خلق حالة شغب حيث هاجمت شرطة وادي التايمز المدعين.[7]
- 1979: تعرض بلير بيتش لاعتداء قاتل من قبل ضابط من مجموعة الدوريات الخاصة (SPG) خلال مظاهرة مناهضة للعنصرية في لندن. وجد تحقيق للشرطة مع SPG أن لديهم مخبأ للأسلحة غير المصرح بها.[8] توصلت شرطة العاصمة إلى تسوية خارج المحكمة مع عائلة بيتش في عام 1989.[9] نشرت الشرطة في نهاية المطاف تقريرها الداخلي في عام 2010، وخلصت إلى أن Peach ربما قتل على يد ضابط، لكن الضباط داخل تلك الوحدة رفضوا تحديد الجاني.[10]
- 1985: وقعت ما يسمى معركة بينفيلد في ويلتشير عندما حاولت الشرطة منع قافلة من مسافري العصر الجديد من الوصول إلى ستونهنج. وبعد مواجهة، هاجمت الشرطة السيارات والأشخاص على حد سواء، وحطمت النوافذ وضربت المسافرين على رؤوسهم بالهراوات. ووجد حكم محكمة بعد ست سنوات أن الشرطة مذنبة بارتكاب الاعتقال غير المشروع والاعتداء والضرر الجنائي.[11]
- 1994: توفي ريتشارد أوبراين في حجز شرطة العاصمة. تم القبض عليه وهو في حالة سكر، وتم وضع وجهه لأسفل في سيارة شرطة. وأدى التحقيق إلى صدور حكم بقتل غير قانوني، لكن تمت تبرئة ثلاثة ضباط متهمين بالقتل غير العمد.[12]
- 1998: توفي كريستوفر ألدر في مركز شرطة كوينز جاردنز بسبب الاختناق. تم القبض عليه لخرقه السلام في مستشفى هال الملكي. تتوفر على الإنترنت لقطات لكريستوفر، وهو مستلقي مكبل اليدين ونصف عار على أرضية زنزانة للشرطة، ويحيط به خمسة ضباط يصدرون أصوات القرود. وأدى التحقيق إلى صدور حكم بقتل غير قانوني، لكن الضباط الخمسة المتهمين بالقتل غير العمد تمت تبرئتهم.[13]
- 1999: قُتل هاري ستانلي برصاص شرطة العاصمة، ظنًا منه أنه مسلح، على الرغم من أنه تم العثور على ساق طاولة فقط. وأعاد الطبيب الشرعي بشكل مثير للجدل حكما مفتوحا. وقبلت النيابة العامة البريطانية تأكيد الشرطة أنها كانت تتصرف دفاعًا عن النفس.[14]
- 2009: تضمن حفظ الأمن في احتجاجات قمة مجموعة العشرين بلندن 2009 تقنية الغلاية. توفي أحد المارة، إيان توملينسون، بعد وقت قصير من دفعه أرضًا من قبل ضابط شرطة. وجد تحقيق أن توملينسون قُتل بشكل غير قانوني. اتُهم ضابط في مجموعة الدعم الإقليمي التابعة لشرطة العاصمة بالقتل غير العمد، لكن ثبتت براءته.[15]
- 2016: قُتل لاعب كرة القدم السابق داليان أتكينسون عندما ضربه ضابط الشرطة بنجامين مونك بالصعق الكهربائي لمدة 33 ثانية وركله في رأسه. برأت محاكمة جنائية مونك من جريمة القتل لكنها أدانته بالقتل غير العمد، وهي المرة الأولى منذ ثلاثين عامًا التي أدين فيها ضابط شرطة بريطاني بالقتل غير العمد.[16]
- في مايو 2019، اتصل طفل لم يكشف عن اسمه يعاني من مشاكل في الصحة العقلية وطلب المساعدة من ضابط شرطة العاصمة بنيامين كيمب سي إس. قام برشها وضربها أكثر من 30 مرة بهراوة. تم فصله ولم يواجه أي تهم جنائية.[17][18][19][20]
- في 28 فبراير 2021، تم تعليق ضابط شرطة ستيفن مارتن للكمه لمراهق أسود مكبل اليدين بينما كان المراهق على الأرض. كما أساء مارتن لفظيًا إلى المراهق ووصفه بـ"المخادع". أدين في نهاية المطاف بالاعتداء العام وفصل من قوة الشرطة.[21]
- في مارس 2021، اختطف الضابط واين كوزينز وقتل سارة إيفرارد أثناء عودتها من التسوق، واحتجزها بزعم انتهاكها لقواعد كوفيد. تم القبض على الكوزين ثم حكم عليهم بالسجن مدى الحياة.[22]

## إيرلندا الشمالية
- 24 مارس 1922: مقتل مكماهون - قتل ستة مدنيين كاثوليك إيرلنديين في بلفاست وجرح اثنان على يد رجال شرطة شرطة أولستر الخاصة (USC). جميع القتلى باستثناء واحد كانوا أعضاء في عائلة مكماهون. اقتحم الجنود منزلهم في الليل وأطلقوا النار على الذكور الثمانية بداخله. ويعتقد أنه كان انتقاماً لمقتل إيرا اثنين من رجال الشرطة في اليوم السابق.
- 1 أبريل 1922: عمليات القتل في شارع أرنون - في بلفاست، اقتحم أفراد الشرطة الخاصة عدة منازل وأطلقوا النار أو ضربوا ستة مدنيين كاثوليك حتى الموت، بمن فيهم صبي صغير. كان هذا انتقاما لمقتل الجيش الجمهوري الايرلندي شرطي.[23][24]
- 19 مايو 1922: انتقامًا من حرق طاحونة مملوكة للبروتستانت، هاجمت مجموعة من رجال شرطة أولستر الخاصين والموالين العديد من المنازل والشركات الكاثوليكية في ديزرت مارتين بأيرلندا الشمالية وأحرقتهم. أخذ رجال الشرطة الخاصون أربعة رجال كاثوليك من منازلهم القريبة، واصطفوهم على جانب الطريق وأعدموهم بإجراءات موجزة.[25]
- 23 يونيو 1922: فتحت مجموعة من رجال الشرطة في أولستر النار على المدنيين في قرية كوشيندال، أيرلندا الشمالية، بينما كانوا يستعدون لفرض حظر تجول ليلي. قتل رجال الشرطة ثلاثة شبان كاثوليكيين بإطلاق النار عليهم من مسافة قريبة. وزعموا أنهم تعرضوا لكمين من قبل الجيش الجمهوري الأيرلندي وردوا بإطلاق النار، لكن تحقيق الحكومة البريطانية خلص إلى أن هذا غير صحيح. لم يتم نشر التقرير على الملأ لمدة قرن تقريبًا.[26]
- 19 أبريل 1969: أثناء أعمال الشغب بين القوميين الأيرلنديين وشرطة أولستر الملكية (RUC) في ديري، اقتحم الضباط منزل المواطن الكاثوليكي صموئيل ديفيني (42)، الذي لم يشارك في أعمال الشغب. قام الضباط بضرب ديفيني بقسوة بالهراوات. تعرضت ابنته الصغيرة (التي كانت تتعافى من الجراحة) وصديقتها للضرب حتى فقدت الوعي. كما تعرضت ابنته الكبرى وابنه للهجوم. يُعتقد أن الهجوم أدى إلى وفاة ديفيني في 17 يوليو 1969.
- 14-15 أغسطس 1969: خلال أعمال الشغب في أيرلندا الشمالية عام 1969، قتلت شرطة أولستر الملكية (RUC) خمسة مدنيين كاثوليك وأطلقت النار على حشود من المتظاهرين القوميين الأيرلنديين. قُتل صبي يبلغ من العمر 9 سنوات عندما أطلقت الشرطة النار على مبنى سكني بمدافع رشاشة من طراز براوننغ.
- 1970s: خلال عملية ديميتريوس، استخدمت حكومة أيرلندا الشمالية، ثم الحكومة البريطانية تحت الحكم المباشر، ممارسات الاستجواب المعروفة باسم الأساليب الخمسة. تم تبني هذه الأساليب من قبل RUC مع التدريب والمشورة فيما يتعلق باستخدامها من كبار مسؤولي المخابرات في حكومة المملكة المتحدة.
- 1981: قُتل ثلاثة أشخاص برصاص بلاستيكي أطلقته شرطة ألستر الملكية (RUC) في أيرلندا الشمالية أثناء احتجاجات الإضراب عن الطعام في أيرلندا عام 1981.
- 1997: أدت الاحتجاجات الجماهيرية إلى أعمال شغب عنيفة ومعارك بالأسلحة النارية في المناطق القومية في أيرلندا الشمالية في أوائل يوليو. في آخر موجة عنف واسع النطاق قبل التوقيع على اتفاقية الجمعة العظيمة في أبريل 1998، أُجبرت RUC والجيش البريطاني على الانسحاب بالكامل من بعض المناطق القومية في بلفاست. انطلقت شرارة ذلك بإذن رسمي لمسيرة أمر برتقالي في بورتاداون، وإبعاد شرطة ألستر الملكية العدوانية للمتظاهرين القوميين الذين كانوا يعرقلون المسيرة (صراع درمكري). تعرض المواطن الأمريكي، جون هيلمزورث، للاعتداء من قبل فرقة مكافحة الشغب التابعة للشرطة في منطقة الشلالات في بلفاست، وتوفي بعد ستة أشهر من نزيف في المخ نتيجة للضرب.[27]

### نزاع درامكري
نزاع درامكري هو نزاع حول عرض سنوي في بورتاداون. حدث العنف بين الطوائف مرارًا وتكرارًا منذ عام 1873. السنوات التي سُجلت فيها الوحشية من جانب شرطة ألستر الملكية تشمل:
- 1972: أزالت القوات البريطانية وقوات الأمن الأحمر المتاريس واستخدمت الرصاص المطاطي والغاز سي إس ضد المتظاهرين ضد المسيرة.[28][29]
- 1985: طردت الشرطة المتظاهرين بالقوة وسمحت باستمرار المسيرة؛[30] تعرض رجل واحد على الأقل للضرب حتى فقد الوعي.[29]
- 1986: حظرت شرطة ألستر الملكية مسيرة، لكنها اشتعلت أعمال شغب بين السكان و ضباط شرطة ألستر الملكية؛ شعر السكان المحليون أن ضباط الشرطة قد "تمردوا" ورفضوا فرض الحظر.[29]
- 1996: بعد بضع سنوات من الهدوء النسبي، عادت أعمال الشغب حيث قامت الشرطة بإخراج المتظاهرين بعنف من طريق غارفاغي، غالبًا بعد ضربهم. ذكر القادة القوميون أن شعبهم فقد كل الثقة في حيادية قيادة شرطة ألستر الملكية.[31]

## ويلز
- 1911: قمعت الشرطة إضراب سكة حديد لانيلي بوحشية،[32] وقتل الجنود اثنين من المضربين.